# Aristida annua
Aristida annua är en gräsart som beskrevs av Bryan Kenneth Simon. Aristida annua ingår i släktet Aristida och familjen gräs. Inga underarter finns listade i Catalogue of Life.